# Wolfgang Groos
Wolfgang Groos (Kassel, 22 aprile 1968) è un regista tedesco.

## Biografia
Nel 2003 ha studiato all'Accademia tedesca di cinema e televisione di Berlino con l'obiettivo di diventare produttore. Con il suo primo cortometraggio Wenn zwei sich streiten (2004), Groos ha vinto il Premio della Critica al Mexico International Film Festival.

## Filmografia
- Wenn zwei sich streiten (2004)
- Rennschwein Rudi Rüssel - serie TV (18 episodi) (2008-2010)
- Hangtime – Kein leichtes Spiel (2009)
- La banda dei coccodrilli - Tutti per uno (2011)
- Sorelle vampiro - Vietato mordere! (2012)
- Systemfehler - Wenn Inge tanzt(2013)
- Sorelle vampiro 2 - Pipistrelli nello stomaco (2014)
- Rico, Oskar und das Herzgebreche (2015)
- Robby & Toby - Missione spazio (2016)
- Hexe Lilli rettet Weihnachten(2017)
- Kalte Füße (2018)
- Enkel für Anfänger (2020)
- Faking Hitler - serie TV (2021)
- Enkel für Fortgeschrittene (2023)